# Euploea tobleri
Euploea tobleri је инсект из реда лептира (лат. Lepidoptera) и породице шаренаца (лат. Nymphalidae).

## Распрострањење
Ареал врсте је ограничен на једну државу. Филипини су једино познато природно станиште врсте.

## Угроженост
Ова врста је на нижем степену опасности од изумирања, и сматра се скоро угроженим таксоном.